# Shepherds (Film)
Shepherds (auch Berger) ist ein Filmdrama von Sophie Deraspe. Der Film mit Félix-Antoine Duval in der Hauptrolle basiert auf dem semi-autobiografischen Roman D'où viens-tu, berger? récit von Mathyas Lefebure. Die kanadisch-französische Produktion feierte im September 2024 beim Toronto International Film Festival ihre Premiere  und soll im November 2024 in die kanadischen Kinos kommen.

## Handlung

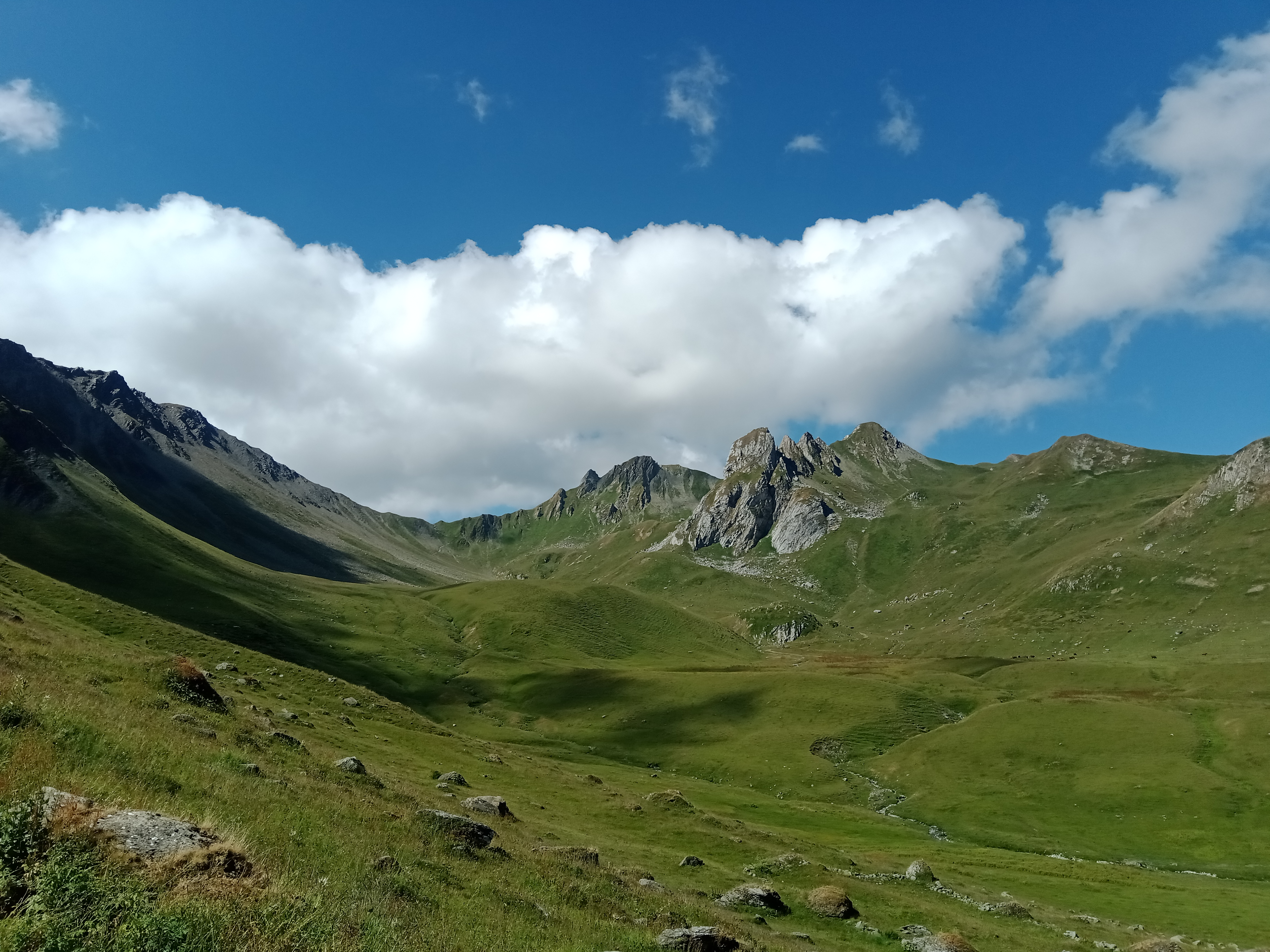
Mathyas verlässt Montreal, um in der Provence Schafhirte zu werden. Die Dreharbeiten fanden unter anderem in den Alpen in der Nähe von Beaufort statt.

Als der Werbefachmann Mathyas Lefebure nach einem Burnout keinen Sinn mehr in seinem Leben sieht, verlässt er Montreal und begibt sich in die Provence, um dort Schafhirte zu werden. Er hofft bei dieser für ihn fremden Arbeit Zeit zum Schreiben von Romanen zu finden. Nach einem holprigen Start schließt sich ihm Élise an, eine Beamtin, die ihm mit seinem Arbeitsvisum geholfen hat und von seinen Geschichten über das Leben als Hirte angelockt wird. Gemeinsam verbringen sie einen Sommer in den Bergen. Nur sie beide, ein Border Collie und 800 Schafe.

## Produktion

### Literarische Vorlage
Der Film basiert auf dem semi-autobiografischen Roman D'où viens-tu, berger? récit von Mathyas Lefebure. In seinem Debütroman verarbeitete der Marketingfachmann und Öffentlichkeitsarbeiter seine eigene Lebenskrise, in Folge der er sich im Jahr 2004 entschied, seine Karriere aufzugeben und Schafhirte in der Provence zu werden.

### Filmstab
Regie führte Sophie Deraspe. Es handelt sich bei Shepherds um den sechsten Langfilm/Spielfilm der Franco-Kanadierin. Sie studierte Visual Arts in Österreich und Literaturwissenschaften an den Universitäten in Ottawa und Montreal. An der  Universität Montreal erwarb sie im Jahr 1998 auch einen Bachelor-Abschluss in Filmwissenschaften. Als Kamerafrau war sie vor allem im Dokumentarfilmbereich tätig, bevor sie ihren ersten Spielfilm Missing Victor Pellerin drehte. In ihrem Film Antigone, einer losen Adaption der Tragödie um Antigone des griechischen Dramatikers Sophokles, verlegte Deraspe die Geschichte in die Gegenwart in das Immigranten-Milieu von Montreal. Der Film mit Nahéma Ricci in der Hauptrolle war Kanadas Oscar-Beitrag 2020.

### Besetzung und Dreharbeiten
Félix-Antoine Duval, bekannt aus Filmen wie Saint-Narcisse, spielt die Hauptrolle Mathyas. Solène Rigot spielt Élise, die sich ihm anschließt. Sie wurde 2018 von der Académie des César als eine der Neuentdeckungen des Jahres bestimmt. Nebendarsteller sind Younes Boucif, Bruno Raffaelli, Véronique Ruggia, Michel Benizri, Guilaine Londez und David Ayala.
Die Dreharbeiten fanden von Mai 2023 in den Sommer hinein in der Region Arles, in den französischen Alpen in der Nähe von Beaufort und im kanadischen Montreal statt. Kameramann Vincent Gonneville war zuletzt für Kurzfilme wie Brotherhood von Meryam Joobeur und auch deren Spielfilmdebüt Mé el Aïn tätig.

### Veröffentlichung
Die Premiere des Films fand am 8. September 2024 beim Toronto International Film Festival statt. Ende September 2024 wird er beim Vancouver International Film Festival gezeigt. Im Oktober 2024 sind Vorstellungen beim Zurich Film Festival geplant. Der Kinostart in Kanada ist am 15. November 2024 geplant. Am 17. November 2024 wurde Shepherds beim Internationalen Filmfestival Mannheim-Heidelberg als Abschlussfilm gezeigt. Im Februar 2025 wurde er beim Santa Barbara Film Festival vorgestellt. Im September 2025 sind Vorstellungen beim Fünf Seen Filmfestival geplant.

## Rezeption

### Kritiken
Amartya Acharya schreibt in seiner Kritik für High on Films, der Film lasse die Romantisierung des Hirtenberufs zwar nie ganz hinter sich, aber Sophie Deraspe schaffe es geschickt, die Unberechenbarkeit der Natur und die harte Realität der Hirtenarbeit in die Erzählung selbst zu integrieren. Gleichzeitig lernten Mathyas und Élise die Härten kennen, die mit einem solchen Leben verbunden sind und welche Erfahrungen es für den Beruf braucht. Die Transhumanz, bei der sie die Schafe von Cecile Espiriroux zusammen mit Schafen aus anderen Weidegebieten ins Hochland der Alpen begleiten und bei der sich Mathyas und Élise ineinander verlieben, beschreibt Acharya als das Herzstück des Films. Dem Zyklus der Jahreszeiten folgend komme es bei dieser Reise zu dem Aufeinandertreffen von Gegensätzen, wenn die Hirten mit ihren Schafen in modernen Städten zwischen Autos unterwegs sind. Diese wunderschöne Sequenz wirke surreal und werde durch die federleichte Hintergrundmusik von Phillipe Brault und die Kameraführung von Vincent Gonneville noch verstärkt.
Will Bjarnar schreibt in seiner Kritik für nextbestpicture.com, ein weniger guter Film hätte Mathyas vielleicht zu jemandem gemacht, der schnell lernt, aber in Shepherds müsse er ungefähr die Hälfte des Films lang kämpfen. Bei seinem ersten Job gefeuert, seinen zweiten Job mit einem Burnout beendet und dann seine Probleme, die Schafe schnell genug zum Scheren zusammenzutreiben, hangele sich der Film an der Naivität seines Protagonisten entlang. Noch mehr allerdings kämpften seine Schafe mit der harten Realität, die nach ihrer Geburt von ihren Müttern einfach allein gelassen werden oder unter Räude leiden. Mathyas gebe jedoch nie auf. So erzähle Shepherds eine kraftvolle Geschichte über die Fallstricke des modernen Lebens und die gesellschaftlichen Erwartungen, die an jeden von uns gestellt werden.

### Auszeichnungen
Calgary International Film Festival 2024
- Nominierung als Bester Film im International Narrative Competition (Sophie Deraspe)[18]

Toronto Film Critics Association Awards 2024
- Auszeichnung für die Beste schauspielerische Leistung in einem kanadischen Film (Félix-Antoine Duval)[19]

Toronto International Film Festival 2024
- Auszeichnung als Bester kanadischer Spielfilm[20]